# 专利
专利，即專利權的簡稱，主要分為發明、实用新型及工業設計三種類型。各國政府設立專利制度，其目的在於鼓勵民眾從事發明，保護發明人（或其受讓人或繼承人）的權利，並指導專利權人與民眾以合法、適當的方式利用發明，以促進產業發展。專利制度是讓專利權人在法定期間（例如：20年）內享有專利技術的排他權（注意，並非獨占權），使其享有商業上的特權利益，以鼓勵其將知識公開分享。當專利權法定期間屆滿，專利權即告消滅，民眾即可根據專利說明書所揭露的內容，自由運用其專利技術。
申請專利，必須向政府機關提出「專利說明書」，明確且充分揭露其發明技術的內容到可具體實施的地步（不可僅是漫天空想），並界定請求的權利範圍。請求的權利範圍如不符合專利要件（例如：發明是既有的習知技術），就會被駁回，無法取得專利權。由於專利要件的判斷涉及不確定法律概念，專利專責機關對專利範圍在其判斷餘地中所為的專業判斷經常引發爭議，因而導致專利爭訟。

## 历史
西元前五百年在希臘某些城邦曾設立類似發明的專利權。1450年威尼斯颁布了保护期为期10年的专利条例。較近代的專利權來自1623年英國國王詹姆士一世所設立，保護新發明的權利。专利是刺激个人创造力的制度。然而对个人创造力加以刺激的制度并不限于专利，技术秘密保护制度和奖励制度都起着同样的作用，但它们发挥作用的机制不同，这些不同决定了专利是必要的。

### 民国前
1881年，清廷授予鄭觀應上海機器織布局的機器工藝十年專利。這是中國首次授予專利。1898年7月12日，清朝颁布第一部专利法規《振興工藝给獎章程》，该章程共12条，其第一条至第三条分别规定了為期50年、30年、10年的专利。

### 北洋及民国时期
1912年6月13日北洋政府农工商部制定了《奖励工艺品暂行章程》。1912年12月12日，由参议院通过予以施行，对“发明之制造品”授予5年以内的“营业上的专卖权”，对外国人不授予专利权。1923年4月5日北洋政府农商部重新颁布了修订版的《暂行工艺品奖励章程》及《實施细则》，增加了对发明的方法的保护，并对专利的申请、繼承、转让、取消、查禁在《實施细則》中予以明文規定。1947年11月8日中華民國政府公布《專利法》实施细则，自1949年1月1日实施，后经多次修订并在中华民国实控区（台湾）沿用至今。

## 奖励制度
奖励制度是非市场化的奖励机制，它由国家建立专门机构进行发明评估，然后对个人进行奖励，同时对发明进行全国的无偿推广。这损害了发明人所在企业的利益。而且奖励制度很难将发明的市场价值与发明人的报酬挂钩。
国家奖励制度同样是一种激励制度，中国在1984年之前曾借鉴前苏联的做法，实施了一段时间的奖励制度，但效果不好。因此主流的激励制度，已经不再是国家奖励。当然各种国家、集体、企业的奖励制度仍然有存在的空间。

## 商業秘密
商業秘密是相對於專利的另外一種對保護發明技術的手段。專利的其中一個性質是「公開性」。這是希望民眾在已公開的發明技術基礎上，進一步深入研究出更高層次的發明。因此，各國專利法都有規定，專利權不及於無營利的學術研究。
商業秘密，顧名思義就是不公開一些商業產品或商業方法。例如可口可樂的配方，就是一種商業秘密。他人由於不知道它的配方，就無法生產出相同的飲品。商業秘密在保密措施非常完善的狀況下，具有無限久的效力，不像專利權有效期間結束後民眾即可自由運用之。另一方面，營業秘密壟斷的效力比專利權更大，因為他人完全不知道它的內容，但對公益而言是不利的，因為無法從事進一步的研發。
營業秘密多半必須自行保密，不像專利是由國家公權力介入，因作成行政處分（專利核准審定書）而發生對世效力。《營業秘密法》大致上只規範了竊密及洩密的禁止，至於獨自發現與營業秘密相同的產品或方法，則是合法的。因此，當他人「破解」該秘密而製造出了相同產品或使用了相同方法時，營業秘密權利人完全無能為力。
是故，商業上到底應以專利或以營業秘密保護發明技術，其選擇策略一般是：容易被逆向分析而破解的技術（例如：機械裝置，通過拆解可以發現它的零件及構造），就以專利保護；不容易的（例如：化合物的成分，就算知道內含元素的比例，但不一定能得到化合物的結構），則以營業秘密保護。

## 專利權的性質
專利權是一種無體財產權。發明人（或其受讓人或繼承人）必須主動向（各國）政府申請專利，才可能通過專利審查而取得專利權。
專利範圍(claim)是由專利文件所揭露的特定技術特徵加以界定。上述專利文件，在中華人民共和國即是「權利要求書」；在中華民國即是「申請專利範圍」；在美利堅合眾國，專利權範圍被記載在「專利說明書」中，通常位在「What is claimed is:」或「We claim:」等字句後方。
這裡必須注意的是，申請專利範圍在通過審查並由專利專責機關發給專利證書才變成專利權範圍。

### 地域性
專利權採屬地主義，意即在某國取得的專利權不及於他國。欲在某國取得專利權，即必須向該國政府申請專利，並通過該國政府的專利審查，故無所謂「世界專利」，僅有所謂「在世界上許多國家取得之專利」。
专利一般由各国国家专利局授予，或由代表若干国家授权的地区局授予，例如美国专利及商标局（USPTO, United States Patent and Trademark Office），欧洲专利局（EPO, European Patent Office），日本特許廳（JPO）和非洲知识产权组织（OAPI, Organisation Africaine de la Propriété Intellectuelle）等處是世界上各專利權人基於商業佈局的考量，會積極申請專利的對象。
根据这些地区制度，申请人在一国或多国提出要求保护發明的申请，然后由每一个国家来决定是否在各自领土上给予专利保护。
近來，各國政府積極推展專利合作，成立世界專利局。若在該局申請並取得專利，則可將其專利權生效於若干合作國，但仍必須各別向各國繳納專利年費。世界知识产权组织管理的《专利合作条约》规定，提出一份国际专利申请，即具有与在被指定国提出的国家申请相同的申请效力。提出保护要求的申请人可以只提出一份申请，而申请在该条约的无论多少个签署国中获得保护。
根据《专利合作条约》提出的国际申请，仅能使申请人向多国提出专利申请，如果希望在多国获得专利权，还需要分别经过各国的专利审查才有可能分别由各国授予 专利 权。而向欧洲专利局提出的专利申请，则可以由欧洲专利局统一审查，如通过审查，则由欧洲专利局统一授权，在申请人指定的国家中都享有专利权。

### 排他性
專利權人專有排除他人未經其同意而實施其專利之權。所謂「實施」，包括：製造、使用、為販賣之要約（許諾銷售）、販賣（銷售）或進口。透過上述排他手段，專利權能獲得接近獨占的利益。
然而，必須注意的是，專利權是一種排他權，而不是一種獨占權。雖然發明專利權人專有排除他人未經其同意而實施其專利之權，這並不代表專利權人必然有實施其專利之權。這是因為他的專利權可能同時位在他人專利權的排他範圍之內。舉例而言，假設專利權人甲擁有腳踏車的專利，專利權人乙擁有變速腳踏車的專利（乙之所以具有變速腳踏車專利是因其具有實用性、新穎性、進步性等專利要件），則甲得生產腳踏車，惟未經乙同意，不得生產變速腳踏車；而乙未經甲同意，不得生產任何腳踏車，包括變速腳踏車。甲、乙兩方若欲生產變速腳踏車，則可考慮進行交互授權。

### 時效性
專利權期限太短將不利於專利權人透過行使專利權而獲益，太長則不利於民眾無償利用，例如：英國人瓦特擁有其蒸汽機的終身專利權，卻不允許其他人作技術改良，就妨礙了蒸汽機技術的發展。因此，各國政府即在兼顧私益與公益下訂定專利權期限，且可能設有不同專利權期限。
依中華民國現行法律，發明專利權期限為20年，新型專利權期限為10年，設計專利權期限為15年。
依美國現行法律，发明专利权期限，1995 年6 月8 日以前申请并授权的专利(除设计专利)期限为：自专利授权日起17 年届满； 1995 年6 月8 日以后申请并授权的专利期限为：自专利申请日起20 年届满。设计专利的保护期限为14年，从授权日起算。延长专利期限，最长5年。

### 公開性
專利制度是以授予專利權人一定年限的排他權來換取發明人將原本保密之技術公開，使大眾可以作進一步的改良，能避免重複研發的資源浪費，甚至避免特定技術隨其持有人過世而消失。是故，取得專利權的前提，即必須公開發明的技術內容
以發明專利而言，一般會在申請後約18個月由專利審理機關將專利說明書內容公開，大眾可至各專利機關之官網進行查閱。
前述「專利說明書」即是申請專利必備的法定文件之一。各國政府在專利法或其相關規定中，對專利說明書的內容均有形式及實體的規範。

## 申請專利與取得專利權

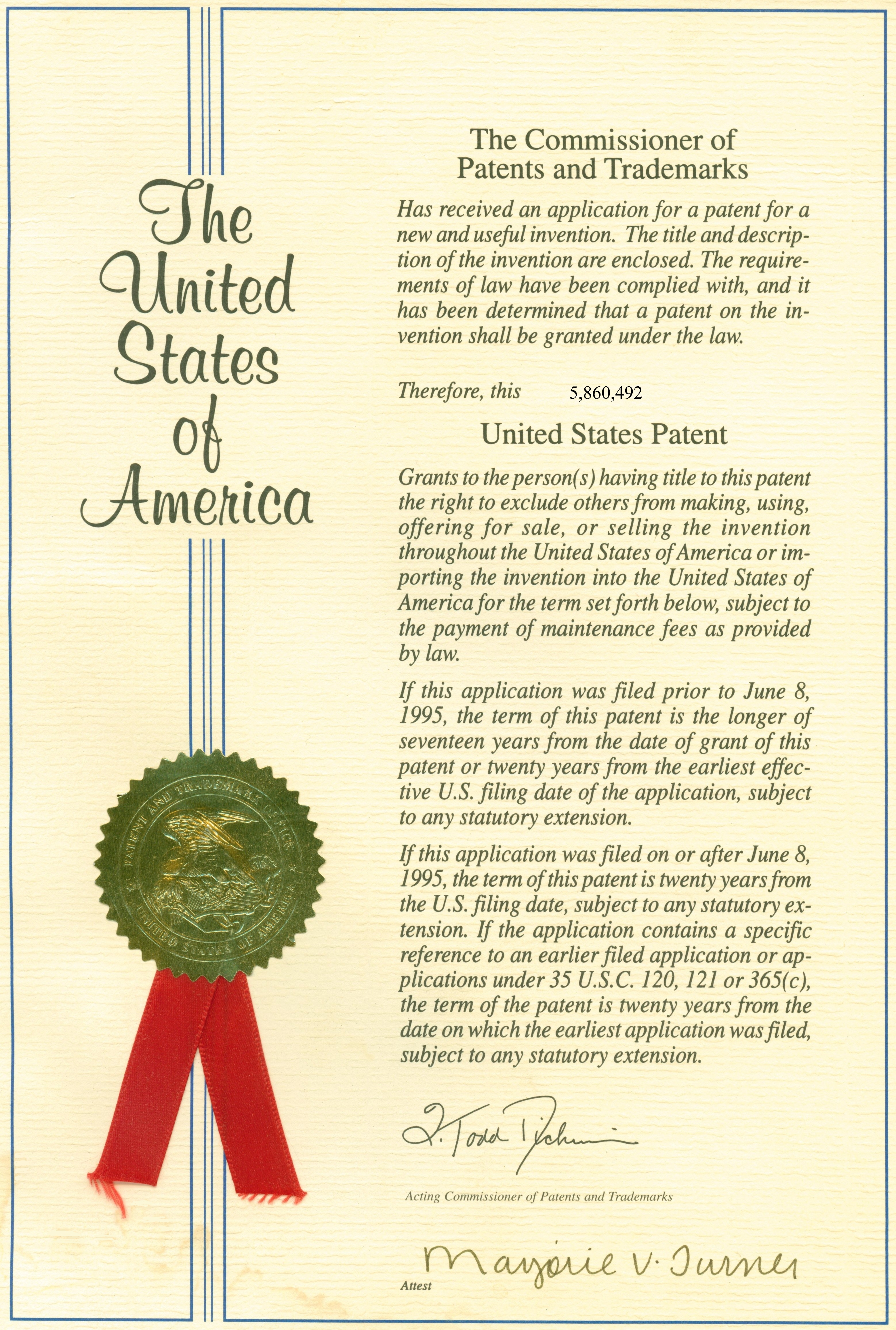
美國專利證書

### 專利申請權
得申請專利之人，稱為專利申請權人。一般而言，專利申請權人為發明人或其受讓人或繼承人。常見的情況例如：發明人在完成發明後，不自己申請專利，而轉讓他人（例如：公司）申請之：或者發明人死後，由其子嗣申請之。
專利申請權與專利權不同，是一種請求權，用以請求政府授予申請人專利權。
當專利權人不是專利申請權人時，就意味著權利的歸屬發生了問題，會造成專利權的撤銷、無效或轉移。例如：發明研究成果遭受他人剽竊。由於瓢竊者並非該發明的發明人或其受讓人或繼承人，即非專利申請權人，而該專利權即屬不法。
大部分國家之專利法規定受雇發明人所完成之職務上之發明，其專利申請權及專利權屬於雇用人，但受雇人仍可得合理之報酬並保有姓名表示權。

### 申請程序
申請人（專利申請權人）必須主動向政府申請專利，才可能通過專利審查而取得專利權。
申請專利必須依照法定程序，在法定或指定日期內，交付法定或指定文件。逾期或文件不齊備經常導致申請人在取得專利權上處於相當不利的狀況，這是因為幾乎所有國家都採取「先申請主義」，而非採取「先發明主義」，逾期而被機關退件到重新申請的期間，可能他人搶先申請，又文件不齊備則可能意味著發明有未完成的部分，致不得主張該部分的權利。在申請日主張的權利範圍，日後只得縮減不得擴張。

### 專利文件
一般而言，專利文件包括：申請書、專利說明書、專利申請範圍（權利要求書）及圖式，但依其申請專利的類型是發明、实用新型及工業設計而略有差異。

### 專利審查
專利審查由（各國）政府的專利專責機關進行，在中國大陆是知識產權局，在中華民國則是智慧財產局。
專利審查的目的是評估申請專利的發明技術內容是否能增進人類福祉，而有授予其專利權之價值。
專利審查通常分為：形式審查與實體審查兩種層面（或兩個階段）。在形式審查中，專利專責機關的審查人員會仔細閱讀專利文件，檢查是否有文件不完備、錯字、明顯邏輯謬誤等情事。在實體審查中，審查人員會透過檢索本國或全世界的科學技術，判斷申請專利之發明是否具有實用性、新穎性、進步性等要件，決定是否准予其專利權。
在中華民國及中國大陸，專利專責機關必須對發明專利申請案先進行形式審查，如申請人進一步請求實體審查，始進行實體審查；對实用新型專利申請案僅進行形式審查；對工業設計進行形式審查後，當然（自動）進行實體審查。
專利專責機關經過專利審查，認為申請專利之發明符合法定要件，即會准予其專利權，並核發專利權證書給予專利權人（專利申請權人此時已轉變為專利權人），並將核准專利的處分公告周知。
由於專利審查曠日費時，而科技發展日新月異，遲來的專利權可能無法提供專利權人完善的權利保護。目前各國政府均積極推展專利合作，俾利加速審查，例如：專利高速公路。假設申請人在甲、乙兩合作國申請專利，若甲國已率先核准其專利，則申請人可向乙國申請加速審查。政府除設法加速審查程序外，亦不乏從法規面強化專利權人的權利保護，例如：中華民國專利法訂有「補償金請求權」制度，可使專利權人在取得專利權後，回頭向在專利申請案公開後實施其專利之人，請求補償。

### 實體要件
發明必須符合下述條件始得通過審查而取得專利權：
- 符合發明定義：世界各國對發明之定義均有所不同。如美國專利法定義所謂「發明」係指「發明」與「發現」，日本專利法則定義「發明」係指利用自然法則之技術思想之高度創作；中華民國專利法則定義「發明」係指利用自然法則之技術思想之創作（其創作之「高度」可於進步性中加以認定）。常見的不符合發明定義的例子包括：遊戲（屬人造規則而非自然法則）、永動機（違反自然法則）、藝術作品（非技術思想）、單純發現新事物（非技術思想），均不得申請專利。由於專利權係採屬地主義，欲在某國申請專利，必須符合該國法規中發明之定義，始得為之。在資訊革命以後，電腦軟體是否應當列入專利保護的標的，成為一項議題。
- 符合法定項目：世界各國由於道德倫理、風俗習慣等國情各有不同，其法律可能規定有法定不予專利項目，例如：動、植物（基於道德倫理）、醫學方法（基於人道理由）及妨害公序良俗者經常被規定為不得取得專利。

下述要件常被稱為「專利三要件」，是政府機關審查專利的重要基礎：
- 實用性：又稱為產業利用性。非可利用科學方法重現之技術即不具有產業利用性。
- 新穎性：分為相對（國內）新穎性與絕對（國際）新穎性。任何已經存在的技術，稱為「先前技術」、「習知技術」或「既有技術」，英文作「prior art」。不屬於先前技術者即具有新穎性。
- 進步性：發明雖具有新穎性，未必具有進步性。舉例而言，「方形的輪胎」應具有新穎性，但顯然不具有進步性。進步性要件旨在確保發明可增進人類福祉。

## 專利權人的權利與義務
由於專利權是一種排他權，專利權人自己是否實施專利相關技術和專利權的行使並不相關，專利權人在專利權有效期間，得以下述方式行使其專利權：
- 授權他人實施其專利，包含單向的同意他人實施專利權人所有的專利，以及雙向地與其他專利之專利權人進行 交互授權。
- 排除他人非經同意實施其專利。
- 向非經同意而實施其專利者請求賠償。
- 有條件或無條件轉讓其專利權。

需留意的是，若一專利為多數人所共有時，原則上，只要取得專利權共有人之一的授權，其他專利共有人即無法再對該被授權人行使排他權。
同時，各國專利法通常訂有強制授權之規定，強制要求專利權人授權給他人實施，以因應國家緊急危難，或增進公益，並避免不公平競爭（壟斷）之情事。在強制授權的情形下，專利權人仍可向專利實施人收取合理的補償，只是無法排除其使用。
專利權消滅之原因包括：
- 專利權保護期限屆滿。
- 逾期未繳交維持專利之年費。
- 專利權人自行放棄其專利權。
- 專利權違法遭撤銷，且窮盡一切救濟程序仍無法恢復其權利者。

## 專利糾紛

### 專利爭訟
當他人未經專利權人實施具有專利之發明時，無論那個人是獨立完成發明，還是參考專利說明書才完成發明的，都已構成專利侵權行為。專利侵權行為，並不是刑事犯罪行為，而是屬於民事糾紛。
專利權人發現專利侵權行為，就會對侵權人提出警告，要求他停止侵權行為，並且對侵權人提出損害賠償。此時，如果對方不服而發生爭執，就會引發「專利爭訟」。
專利爭訟涉及幾種層面：
- 對方實施的產品或方法，到底有沒有落入專利權人的專利權範圍？
- 專利到底是否有效？其中有包括：
  - 專利權的取得程序不合法（程序要件欠缺），例如：專利權人非專利申請權人（剽竊或授權有問題）。
  - 專利權所涵蓋發明技術內容不具有可專利性（實體要件欠缺），例如：發明不具有實用性、新穎性或進步性。
- 專利權是否已耗盡？例如訴訟之係爭產品是否購自於已取得專利授權之供應商。

專利權因專利爭訟導致效力消失的情況有兩種：
- 撤銷，即溯及既往失其效力。撤銷是行政爭訟的結果，即行政機關或其上級機關所為之處分結果或行政法院所為之審判結果，具有普世效力。
- 無效，即自始、當然、確定「不具有」效力。無效是由民事法院不待行政爭訟的結果自為判斷的結果。只對爭執的當事人有拘束力，不具有普世效力。

因此，在專利爭訟中，被告可以做兩件事：
- 專利舉發，即向專利專責機關提出證據表示某專利不合法，要求專利專責機關撤銷該專利權。如專利專責機關仍認定其合法而維持其專利權（因而駁回舉發案），可以再向行政法院提起行政訴訟。
- 專利有效性抗辯，即向法院抗辯涉案的專利權不合法，要求（民事）法院宣告其無效。

由於被告可以同時做上述兩件事，可能導致同時有兩個法院（或法庭）在審理專利爭訟案件，而且由於法院得自為判斷，甚至可能出現兩種互相矛盾的審判結果，例如：民事法院宣告專利無效，但行政機關或行政法院認定其有效而維持其專利權，在這種情況下，民事判決已經對當事人產生拘束力，所以專利權人不得再主張被告侵權，但民事判決並未發生普世效力，因此專利權人仍得向其他人主張其專利權。然而，在一些情況下，如專利權被宣告為無效，行政機關會順從法院的判決結果，一併撤銷專利權。
不同国家对专利无效的处理程序各不相同，在中国，一件已经被授权的专利必须先向专利复审委员会提出无效请求，不服专利复审委员会决定的，才可以向北京市第一中级人民法院提出上诉。另外应该注意，由于发明专利申请和审查的时间比较长，从专利申请日到专利申请文件公开日再到专利授权日，专利提供的保护力度不同。依照中国《专利法》的规定，发明从专利申请文件公开到专利授权日之间，专利权人仅有临时保护权，即要求实施其专利的人支付适当的费用。

### 專利戰爭
專利戰爭並不是一個正式的學術名詞，而是一種商業現象，通常描述企業間圍繞著專利權所做的商業行為，常見的情況包括：
- 控告他人侵害專利權，並要求損害賠償。
- 舉發他人專利權，使其遭受撤銷，或在專利訴訟中抗辯專利權人專利權無效，讓己方可以無償運用其專利技術。
- 被告不否認侵害他人專利，但同時反告原告侵害被告專利，促使其和解。這種情況類似恐怖平衡。
- 在他人專利權範圍申請其他專利，這種情況稱為「再發明」，俗稱在別人的專利權裡「卡位」或「挖洞」。再發明如取得專利權，會導致原發明專利權人在實施專利權時，踩到（踏入）再發明專利權人的專利權範圍，被迫與之交互授權。如上文排他性條目中所述，假設甲為腳踏車專利權人，乙為變速腳踏車專利權人。乙固然不得製造任何腳踏車，但甲亦不得製造變速腳踏車。由於變速腳踏車富有商機，甲便會與乙協議交互授權。

1993年美國用專利蟑螂來形容積極發動專利侵權訴訟的公司。Google法務長David Drummond曾提到，一支智慧型手機最多有可能涵蓋25萬種專利提告。
贊成軟體列入專利的團體通常為商業團體，他们認為這樣可以拿起有效的法律武器避免产品被盗版和非法复制分发，中国大陸则通过版权途径对计算机软件实施保护，出台了《计算机软件保护条例》；反對軟體列入專利的團體通常為支持開放原始碼及自由軟體的社群人士，反對者認為授與軟體專利，容易引發一個問題，即如果用於執行軟體的電腦硬體的產品生命周期並不如預期持久時，長達20年的專利或更長時間的著作權保護功效甚微，並且認為此舉會妨礙技術的傳播和應用，普通人必須付出高昂的費用才能使用軟體和／或其中的技術，反而使得開源軟體和技術得到推廣和傳播。

## 國際專利合作
PCT